# Delago-odú
A Delago-odú a Duna–Ipoly Nemzeti Park területén lévő Pilis hegységben, az Oszolyon található egyik barlang, amely turista útikalauzokban is be van mutatva. Impozáns bejárata messziről is jól látható.

## Leírás
Csobánka külterületén, Margit-ligeten fekszik. Az Oszoly egyik sziklafalában, a Delago-sziklafalban lévő impozáns, tág, ovális, nyugatra néző, természetes jellegű bejárata messziről is jól látható. Felső triász fehér tömött vastagpados dachsteini mészkőben valószínűleg hévíz hatására alakult ki az öt méter hosszú sziklaodú, amelynek nincs üledékes kitöltése. A mészkő repedéseiben kalcit található. A száraz barlang felfelé összeszűkül egy kis kürtővé, amelyben néha ragadozó madár fordul elő. A bejárat könnyű sziklamászással érhető el.
1981-ben volt először Delago-odúnak nevezve a barlang az irodalmában. Előfordul a barlang az irodalmában Delago-odu (Kordos 1975), Delago odu (Kordos 1971) és Delagó-odú (Kraus 1997) neveken is.

## Kutatástörténet
Az 1967-ben napvilágot látott Pilis útikalauz című könyvben az jelent meg, hogy az Oszoly Csobánkára néző, Ny-i oldalán, az erdővel körülvett mészkősziklák között több jelentéktelen üreg található. Az 1969. évi Karszt- és Barlangkutatási Tájékoztatóban publikált közlemény szerint 1969 augusztusában a Szpeleológia Barlangkutató Csoport a Kevélyekben szervezett tábor során fix pontokat helyezett el az Oszoly és az Oszoly-oldal 8 kisebb-nagyobb üregében. Ebben az évben Kordos László készített színes diát, amelyen a barlang látható. 1970. április 26-án Assmann-féle aspirációs pszichrométerrel Kordos László végzett klimatológiai méréseket a felszínen és a barlangban.
1970-ben Kordos László és Wehovszky Erzsébet mérte fel vesztett pontokkal, bányászkompasszal és ebben az évben a felmérés alapján Kordos László rajzolta és szerkesztette meg alaprajz térképét és hosszmetszet térképét, amelyek 1:100 méretarányban készültek. A felmérés szerint 2,5 méter hosszú és 5 méter mély. A Szpeleológia Barlangkutató Csoport 1970. évi jelentésében részletes leírás található a barlangról. A jelentésben az olvasható, hogy a Delago-odú felfelé táguló üreg, amely kis kürtővé szűkül. A sziklaodút rendszeresen használja egy nagy ragadozó madár, amiről tollak, ürülék és kisemlőscsontok tanúskodnak. A barlang kis sziklamászással, felszerelés nélkül megtekinthető. Nem a gyakran használt sziklamászó utakon helyezkedik el és viszonylag ritkán van közelről megtekintve. A jelentés mellékletébe bekerültek az 1970-es térképek.
Az 1974-ben megjelent Pilis útikalauz című könyvben, a Pilis hegység és a Visegrádi-hegység barlangjainak jegyzékében (19–20. old.) meg van említve, hogy a Pilis hegység és a Visegrádi-hegység barlangjai között vannak az Oszoly barlangjai. A Pilis hegység barlangjait leíró rész szerint a Csobánka felett emelkedő Oszoly sziklái között másféltucat kis barlang van. Ezeket a Szpeleológia Barlangkutató Csoport térképezte fel és kutatta át rendszeresen. E kis barlangok többsége nem nagyon látványos, de meg kell említeni őket, mert a turisták, különösen a sziklamászók által rendszeresen felkeresett Oszoly sziklafalaiban, valamint azok közelében némelyikük kitűnő bivakolási lehetőséget nyújt. Az Oszoly leszakadás Delago nevű sziklafala alatt, egy messziről látható, ovális nyílásán át, felfelé táguló, 5 m-es odúba lehet bújni.
Az 1975. évi MKBT Beszámolóban publikálva lett az 1970. évi jelentés barlangra vonatkozó része a jelentésben lévő térképekkel együtt. A tanulmányban többek között az jelent meg, hogy hossza 5 m, mélysége 5 m és vízszintes kiterjedése 2,5 m. Néha sziklamászók keresik fel. A kiadványban van egy helyszínrajz, amelyen a Csúcs-hegy és az Oszoly barlangjainak földrajzi elhelyezkedése látható. A rajzon megfigyelhető a Delago-odu földrajzi elhelyezkedése.
A Bertalan Károly által írt és 1976-ban befejezett kéziratban az olvasható, hogy a Pilis hegységben, a Kevély-csoportban, Pomázon helyezkedik el a Delago odu. Az Oszoly leszakadás Delago fala alatt nyílik az ovális alakú üreg. Messziről látható bejárata kis sziklamászással megközelíthető. 2,5 m hosszú és 5 m mély a felfelé táguló üreg, amely kis kürtővé szűkül össze. A kézirat barlangra vonatkozó része 2 irodalmi mű alapján lett írva.

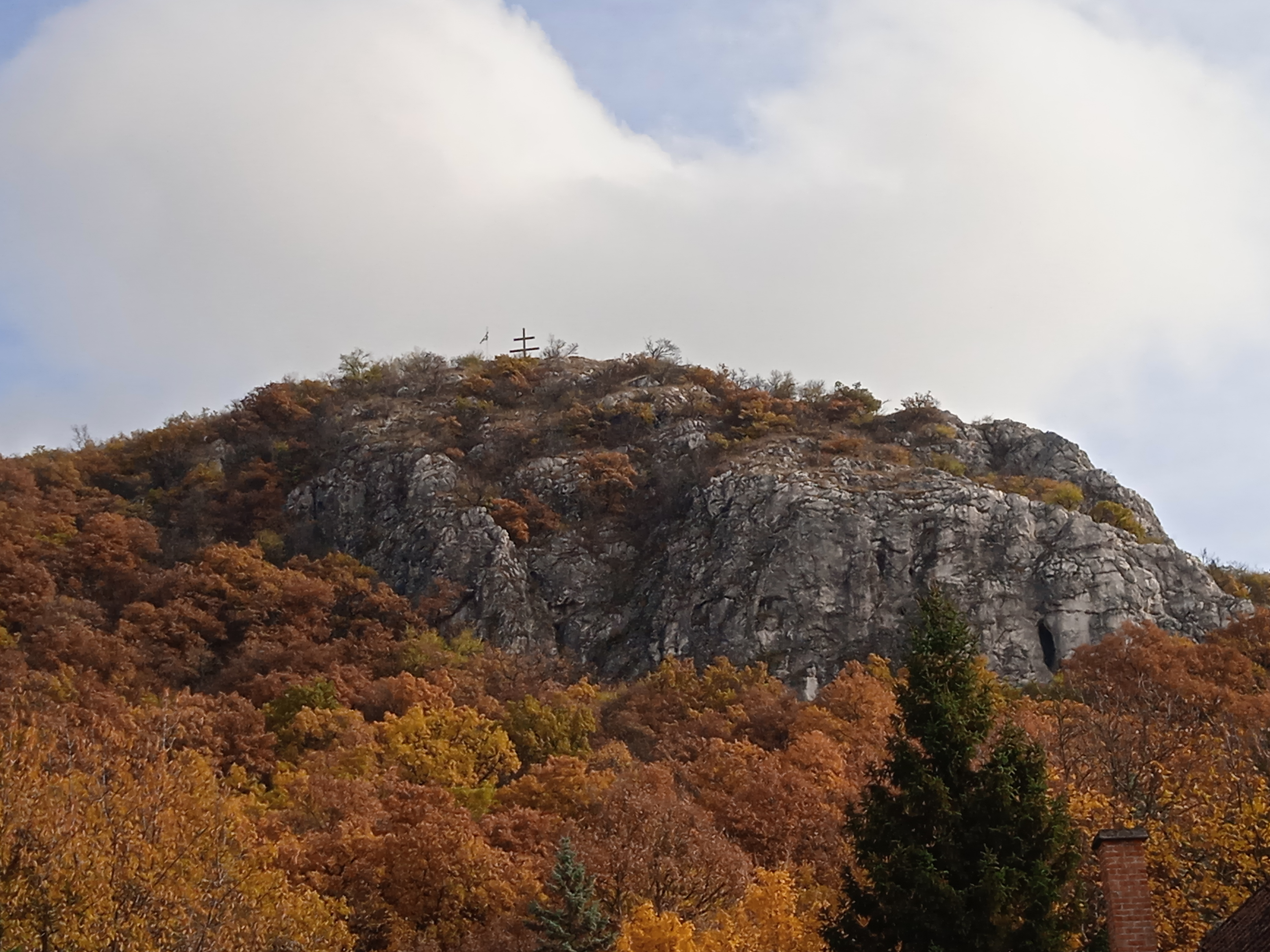
Az Oszoly-csúcs (a kép jobb oldalán, a sziklafalban látható a Delago-odú bejárata

Az 1981. évi Karszt és Barlang 1–2. félévi számában nyilvánosságra lett hozva, hogy a Delago-odúnak 4820/19. a barlangkataszteri száma. Az 1984-ben napvilágot látott Magyarország barlangjai című könyv országos barlanglistájában szerepel a Pilis hegység barlangjai között a barlang Delago-odú néven. A listához kapcsolódóan látható a Dunazug-hegység barlangjainak földrajzi elhelyezkedését bemutató 1:500 000-es méretarányú térképen a barlang földrajzi elhelyezkedése. 1990-ben Kárpát József rajzolt egy áttekintő térképet, amelyen megfigyelhető az oszolyi sziklamászó-iskola barlangjainak földrajzi elhelyezkedése. Ezen a térképen látható a Delago-odu földrajzi elhelyezkedése. Az 1991-ben megjelent útikalauzban meg van ismételve az 1974-es útikalauzban lévő barlangismertetés és az Oszoly barlangjainak általános ismertetése.
A Kárpát József által írt 1991-es összeállításban nincs benne. Az 1996. évi barlangnap túrakalauzában meg van ismételve az 1991-ben kiadott útikalauzban lévő barlangismertetés és az Oszoly barlangjainak általános ismertetése. 1997. június 6-án Kárpát József 1990-es oszolyi áttekintő térképe alapján Kraus Sándor rajzolt helyszínrajzot, amelyen az oszolyi sziklacsoportok D-i részén lévő barlangok földrajzi elhelyezkedése van ábrázolva. A rajzon megfigyelhető a Delagó-odú földrajzi helyzete. Kraus Sándor 1997. évi beszámolójában az olvasható, hogy az 1997 előtt is ismert Delagó-odúnak volt már térképe 1997 előtt. A jelentésbe bekerült az 1997-es helyszínrajz. A 2005-ben megjelent Magyar hegyisport és turista enciklopédia című könyvben meg van említve, hogy az Oszoly erdejében elszórtan sziklatömbök és kis barlangnyílások váltogatják egymást.